# Scandia Cavi
Scandia Cavi és una formació geològica de tipus cavus a la superfície de Mart, localitzada amb el sistema de coordenades planetocèntriques a 78.76 ° latitud N i 236.55 ° longitud E, que fa 663.8 km de diàmetre. El nom va ser aprovat per la UAI l'any 2003 i fa referència a una característica d'albedo localitzada a 65 ° latitud N i 150 ° longitud O.